# Pietro Rossi (1871-1950)
Pietro Rossi (1871 – 1950) fue un médico, y naturalista italiano.

## Algunas publicaciones
- 1952. Gli ultimi appunti floristici di Pietro Rossi (1871-1950) in quel di Macugnaga, in Valle Anzasca. 5 pp.
- La abreviatura «P.Rossi» se emplea para indicar a Pietro Rossi como autoridad en la descripción y clasificación científica de los vegetales.[3]